# Cinema Strange
Cinema Strange ist eine 1994 gegründete Gothic-Punk-/Death-Rock-Band aus Kalifornien, gegründet von Lucas Lanthier, Daniel Ribiat, Colin O’Donell, and Alejandro Restrepo. Ihre Wurzeln sehen sie im traditionellen Gothic Rock der 1980er Jahre, mit Bands wie den Virgin Prunes oder den Sex Gang Children. Zudem sieht sich die Band beeinflusst von London After Midnight und den klagenden Tönen von Sopor Aeternus.
Nach einigen Wechseln festigte sich 1998 das heutige Mitgliedergefüge, mit Lanthier als Sänger. Jahrelang galten sie, die in den USA keinen Plattenvertrag erhielten, als Geheimtipp der Gothic-Szene der amerikanischen Westküste, bis sie 2000 durch das deutsche Plattenlabel Trisol die Möglichkeit erhielten, ihre Scheiben in großer Auflage in der alten Welt zu veröffentlichen. Seither liegt das Hauptaugenmerk der Gruppe daher auf Europa. Im September 2000 bestritten Cinema Strange ihr erstes europäisches Konzert im Zwischenfall in Bochum.

## Musikalische Einordnung und Stil
Die Musik von Cinema Strange wird überwiegend dem Death-Rock und Gothic Punk zugeordnet. Die Musik wird häufig hektisch gespielt, das Bassspiel entspricht laut MetalStorm.net, einem düster groovendem Walking Bass, welcher neben der hell gespielten E-Gitarre ein gleichwertiges bis dominierendes Instrument darstellt. Die Melodieführung wird als „morbide“ beschrieben, während der Gesang als weinerlich bezeichnet wird. Insbesondere der Gesang wurde mit jenem von Andi Sexgang (Sex Gang Children) verglichen. Dem Keyboard wird gelegentlich eine dominante Rolle zugeschrieben. Insbesondere dem Keyboardspiel sowie dem Gesang wird eine stilistische Nähe zu Sopor Aeternus zugeschrieben. Das Schlagzeug ist ebenfalls nach den Idealen und Vorstellungen des frühen Gothic Punk sehr Tomtom-lastig gespielt und verzichtet hier fast gänzlich auf den Einsatz der Becken, wie bereits frühe Vertreter des Gothic Punk wie Siouxsie and the Banshees praktizierten.
Das selbstbetitelte erste Studioalbum verortete sich überwiegend im Death-Rock-Revival des Gothic Punk. Im Musikmagazin Legacy wurde das Debüt der Band, mit Vergleichen zu Bauhaus, Siouxsie and the Banshees, Christian Death und London After Midnight als ein typisches Beispiel für Vertreter des amerikanischen Gothic-Revivals herangezogen.
Ab dem zweiten Album kommen Lieder der Spielarten des Dark Wave, unter dem Einfluss der Kunstmusik, vor. The Astonished Eyes of Evening wurde in der Kritik als „abgrundtief und skurril“ beschrieben, derweil die „durchgeknallte Atmosphäre“ das Publikum scheiden würde. Trotz dieser Weiterentwicklung entfernten sich Cinema Strange nicht vom Death-Rock und Goth Punk. Elemente, Einflüsse und zum Teil ganze Stücke im Dark Wave wurden mit dem zweiten Album zu einer Erweiterung des musikalischen Spektrums der Band. Auf The Astonished Eyes of the Evening überwiegen die Einflüsse des Dark Wave und die in diesem Genre gespielten Stücke leicht (6//10).

„Die größten Entwicklungen gab es mit Sicherheit im musikalisch-kompositorischen Bereich. Wir sind ein wenig von unserer früheren Mentalität abgewichen, catchy Deathrock-Hymnen schreiben zu wollen. Wir fühlen mittlerweile ein größeres Verlangen danach, uns expliziter und detaillierter auszudrücken, was im Falle des neuen Albums vor allem im Songwriting spürbar wird.“

Die Lieder des zweiten Albums sind oftmals instrumental, mit einer Akustikgitarre, einem Akkordeon und einem Klavier unterlegt und werden derart theatralisch mit einer weinerlichen Stimme gesungen, dass diese eine düstere und gruselige Atmosphäre produziert. Typischer Death-Rock und Gothic Punk sei zwar auch auf diesem Album vorhanden, spiegele hier aufgrund der Anzahl (4/10) der im Gothic Punk und Death-Rock beheimateten Lieder dennoch nicht den Hauptstil des Albums wider, was den Einfluss von Künstlern aus dem Umfeld des Batcave wie Andi Sexgang verdeutliche, der schon mit Veröffentlichungen wie Dead Metal den Chanson als Musikstil bediente.
Mit dem dritten Werk Quatorze Exemples Authentiques Du Triomphe De LA Musique Décorative wandt sich die Musik wieder mehr dem modernen Death-Rock und Gothic Punk zu. Hierbei ist die Mischung aus Dark Wave und Death-Rock, Gothic Punk ausgeglichener, und im Gegensatz zum Vorgänger überwiegt der Death-Rock und Gothic Punk wieder leicht (7/13). Dass der Schwerpunkt wieder auf dem ursprünglichen Stil liegt, ist auch durch das Songwriting merkbar, und so wird der lyrische Schwerpunkt auf die im Goth Punk und Death-Rock verorteten Lieder gelegt. 
Soundspielereien sowie elegische Experimentierfreudigkeit habe die Band in den zwei Instrumentalstücken in der Mitte und in der nur wenige Sekunden andauernden Intro des Albums untergebracht. Lediglich ein Lied am Ende des Albums ist zusätzlich mit einem Gesang unterlegt. Lyrisch und thematisch blieben die Lieder weitestgehend unverändert. Quatorze Exemples Authentiques Du Triomphe De LA Musique Décorative wird als dynamischeres Album beschrieben. Die Entwicklung wird besonders der Erweiterung um einen realen Schlagzeuger zugeschrieben.
Die Liedtexte der Gruppe behandeln allerlei skurrile Geschichten und übernatürliche oder phantastische Gestalten. Dies spiegelt sich auch bei den mühevoll dargebotenen Liveauftritten der Formation wider. Die ansteigende Popularität der Gruppe in Europa führte Cinema Strange auch zu den großen Festivals der Schwarzen Szene.

## Diskografie
- 1994: Cinema Strange (Demo)
- 1996: Acrobat Amaranth Automaton (Demo)
- 1999: Falling... Caterwauling
- 2000: Cinema Strange
- 2002: The Astonished Eyes of Evening
- 2004: A Cinema Strange 10th Anniversary Novelty Product
- 2005: Pressed Flowers / Squashed Blossoms (DVD)
- 2006: Quatorze Examples Authentiques du Triomphe de la Musique Décorative

Zudem erschienen 1998 und 1999 jeweils eine 7"-Single mit jeweils zwei Liedern, limitiert auf 275 und 500 Exemplare.